# Гродненский троллейбус
Гродненский троллейбус (бел. Гродненскi тралейбус) – система троллейбусного движения в городе Гродно, Республика Беларусь. Троллейбусное движение открыто 5 ноября 1974 года между ГПО «Азот» и Советской площадью.
По состоянию на 2024 год в городе действует 23 троллейбусных маршрута. Общая протяжённость одиночной троллейбусной линии около 400 км — это третья по величине троллейбусная система в Белоруссии после минской и гомельской. Парк практически полностью состоит из односекционных троллейбусов завода «Белкоммунмаш» (Минск), за исключением двадцать одного троллейбуса «МАЗ» (Минск) и единственного в Белоруссии троллейбуса модели «ЗиУ» (ретро-троллейбус).
Депо, рассчитанное на 100 машин, находится на просп. Космонавтов, 66. В ГТУ работает 278 водителей.

## История
О развитии электротранспорта в городе начали задумываться давно. Ещё в 1928 году Бельгийское трамвайное товарищество предлагало магистрам Белостока и Гродно запустить в городах трамвайное движение, но эти проекты так и не были реализованы. Точные причины неизвестны, вероятно, ими явились узость городских улиц и слабость фундаментов городских зданий, которые могли просто не выдержать проезда трамвая поблизости.
В следующий раз к теме запуска электрического общественного транспорта вернулись в 1965 году. На уровне властей впервые был поднят вопрос строительства троллейбусной линии. От этой идеи тогда также отказались, но уже по причине недостатка денег в городской казне.
Вообще, троллейбуса в Гродно могло и не быть, так как в советское время этот вид транспорта полагался городам с числом жителей более 250 тыс. человек, а на момент пуска в городе проживало только 160 тысяч человек. Тем не менее, с запуском Гродненского азотно-тукового завода к идее строительства троллейбуса вернулись снова, и в итоге она всё-таки была реализована. Решением исполнительного комитета Гродненского Совета депутатов трудящихся № 197 от 13 мая 1974 года с 1 июня 1974 года в городе было создано троллейбусное управление.
5 ноября 1974 года на Советской площади водитель первого класса П. К. Бублей включил цепь управления троллейбуса с надписью «Пионерский». Первым маршрутом на первом троллейбусе в путь отправились строители первых линий из стройуправления № 64 треста № 11 («Белэлектромонтаж»), бойцы стройотряда имени Соловьёва мединститута, возводившие первые корпуса троллейбусного управления, реконструировавшие старинные улочки Кирова и Карла Маркса, убравшие воздушную паутину электролиний, смонтировавшие кабельные и контактные сети, и школьники, собравшие металлолом для первого гродненского троллейбуса, и первые водители во главе с первым начальником троллейбусного управления А. П. Смирновым.
Развитие троллейбуса происходило быстрыми темпами. В 1976 году сдана вторая очередь троллейбусных линий. Открыты маршруты № 2 и 3 протяженностью 16,2 и 17 км. В 1977 году сдано в эксплуатацию 10,8 км контактной сети и открыт маршрут № 4 протяжённостью 22,3 км. В последующие годы количество маршрутов продолжало расти.

### Хронология развития сети
5 ноября 1974 года открыто троллейбусное движение, запущен маршрут № 1 «Химкомбинат — Советская площадь».
В 1975 году открыт маршрут № 2 «ГПО „Азот“ — Прядильно-ниточный комбинат» с разворотным кольцом в районе перекрёстка ул. Горького и Курчатова.
1 ноября 1976 года запущены маршруты № 3 «ГПО „Азот“ — Форты» и № 4 «Форты — Советская площадь».
В 1977 году маршрут № 4 перенаправлен из Фортов к «ОП Автоколонна № 2408». Обустроено разворотное кольцо на перекрёстке просп. Янки Купалы и ул. Пестрака.
В 1978 году маршрут № 1 продлён до площади Декабристов, открыты маршруты № 5 «Завод токарных патронов — Советская площадь» и № 6 «Завод токарных патронов — площадь Декабристов».
В 1980 году открыт маршрут № 7 «Станция Лососно — Советская площадь».
В 1981—1982 годах открыт маршрут № 8 от нового химического завода «Химволокно» до Комбината Строительных Материалов (КСМ).
В 2002 году маршрут № 7 продлён до Девятовки, открыт остановочный пункт «ул. Молодёжная».
В 2003 году открыт маршрут № 4 «ОАО „Гродно Химволокно“ — площадь Декабристов» с заездом на ул. Молодёжную.
В 2004 году маршрут № 4 продлён до конечной остановки «Фолюш» без заезда на ул. Молодёжную.
1 марта 2006 года состоялся пуск троллейбуса по Румлёвскому мосту, открыт маршрут № 6 «ОАО „Гродно Химволокно“ — улица Островского».
С 9 октября 2008 года маршрут № 4 вместо ОАО «Гродно Химволокно» следует по Румлёвскому мосту на ОАО «Гродно Азот». 10 декабря состоялся пуск троллейбуса по ул. Дубко (в одну сторону), продление маршрута № 6 до ул. Брикеля.
15 января 2009 открыт маршрут № 5 «ОАО „Гродно Химволокно“ — ОАО „Гродно Азот“» (через Румлёвский мост).
2 января 2012 года открыт маршрут № 14 «Строительный лицей — БЛК». 16 января маршруты № 1В, 3В, 9В и 11В, назначавшиеся диспетчером, преобразованы в регулярные № 13, 15, 16 и 17 соответственно. 1 августа маршрут № 14 продлён до КСМ.
В 2013 году маршрут № 13 продлён ул. Победоносной, маршрут № 15 — до Фолюша.
18 октября 2014 года открыта вторая линия по ул. Дубко, в связи с чем маршруты № 6 и 14 продлены до Девятовки и курсируют в обоих направлениях по ул. Дубко. Маршрут № 17 также стал курсировать в обоих направлениях по ул. Дубко и далее следует на ул. Островского.
18 июня 2016 года открыты маршруты № 18 «КСМ — ул. Молодёжная» и № 19 «Девятовка — ул. Победоносная».
26 января 2017 года открыт маршрут № 20 «Девятовка — Вишневец». Протяженность нового маршрута составила 23 км, из которых 13 не оборудованы контактной сетью.
С 4 марта 2018 года маршруты № 16 «ОАО „Гродно Химволокно“ — ул. Молодёжная» и № 17 «Девятовка — ул. Молодёжная» отменены (однако маршруты работают по праздничным дням и в связи с перекрытиями дорог).
С 29 июля 2019 года маршруты № 8, 9, 12 при следовании с КП «ПО Химволокно» заезжают на просп. Янки Купалы с оборотом по новому кольцу возле ТЦ «Triniti».
5 ноября 2019 года открыты маршруты № 21 «КПП № 14 „Гродно Азот“ — Ольшанка» и № 22 «ТЦ „Корона“ — Ольшанка». Маршрут № 5 временно отменён.
11 января 2020 года открыт маршрут № 23 «Гродножилстрой — Девятовка-5». 9 мая маршрут № 23 продлён до улицы Саяпина.
16 июля маршруты № 7, 14 продлены до ЖК Колбасино, маршрут № 23 продлён до улицы Одельской. Возобновлён маршрут №5 «ЖК „Колбасино“ — Гродно Азот».
5 января 2022 года открыт маршрут № 24 «Улица Макаровой – Химволокно».
С 15 июня 2022 года маршрут № 21 доезжает только до «Заводоуправления ОАО „Гродно Азот“».
2 июля 2022 года маршрут № 22 продлен до Свято-Покровского кафедрального собора.
С 1 мая 2023 года отменяется движение автобусного маршрута № 42 и вместо него по тому же пути следования пущен троллейбус № 25.
| Количество маршрутов по годам                                                                   |
| Графики недоступны из-за технических проблем. См. информацию на Фабрикаторе и на mediawiki.org. |

### Использовавшийся подвижной состав
На момент запуска в 1974 году подвижной состав гродненского троллейбуса состоял исключительно из ЗиУ-682Б. Единственный в городе ЗиУ-5Г под номером У1 не работал на линии, использовался только для обучения водителей, и уже к 1976 году был списан.
В последующие годы, с ростом сети, троллейбусов различных модификаций в депо становилось больше, но все они являлись в сущности теми же ЗиУ-682. Лишь в 1990-е годы модельный ряд города стал разнообразнее. Так, в 1992 году в депо прибыл ЗиУ-683В01, также произведённый на заводе имени Урицкого. Примерно в то же время начали поступать первые АКСМ-100 и АКСМ-101 производства Белкоммунмаша, которые, впрочем, все ещё принципиально ничем не отличались от ЗиУ-682.
Лишь в конце 1990-х годов в городе появились более современные АКСМ-201 и их модификация с РКСУ АКСМ-20101. В 2000 году поступил первый АКСМ-32102, который оставался единственным троллейбусом этой модели в Гродно в течение 8 лет. В 2002 году парк пополнился двумя МАЗ-103Т. В октябре 2010 года был списан первый АКСМ-201 и последний был списан в октябре 2020.

#### ЗиУ-682Г-016.02 и ЗиУ-682Г-016(017)

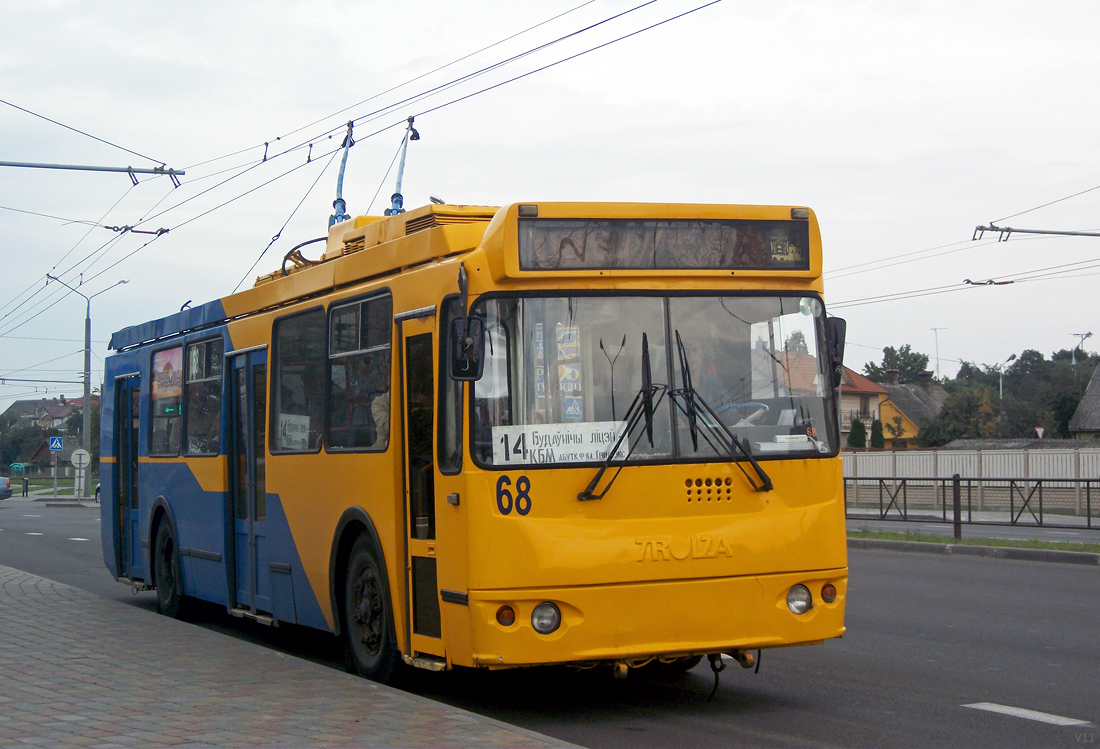
ЗиУ-682Г-016.02 в Гродно

В Гродно работали единственные троллейбусы этой модели в Белоруссии. Данных машин в городе насчитывалось 7 штук, 4 экземпляра ЗиУ-682Г-016.02 и 3 — ЗиУ-682Г-016 (017). Все они поступили в депо в 2005 году и имели бортовые номера 66—70, 215, 218. Все троллейбусы из этой партии уже утилизированы
| №  | Модель             | Примечание                 |
| -- | ------------------ | -------------------------- |
| 66 | ЗиУ-682Г-016.02    | списан в феврале 2016 года |
| 67 | ЗиУ-682Г-016 (017) | списан в конце 2018 года   |
| 68 | ЗиУ-682Г-016.02    | списан в 2017 года         |
| 69 | ЗиУ-682Г-016.02    | списан в апреле 2017 года  |
| 70 | ЗиУ-682Г-016.02    | списан в феврале 2016 года |

Помимо вышеперечисленных троллейбусов, некоторое время в городе эксплуатировались модернизированные ЗиУ-682Г под № 215 и 218. При КВР в 2008 году двери и передние маски данных экземпляров были заменены на аналогичные таковым у ЗиУ-682Г-016.

#### Уникальные троллейбусы
№ 43 — АКСМ-32102, имевший заводской номер 1. Предпринимались попытки отправить троллейбус на КВР, но по ряду причин этого не произошло, в итоге машина была списана в октябре 2013 года.
№ 07 — АКСМ-201, имевший заводской номер 1.
№ 27 — АКСМ-20101 последний произведённый троллейбус данной модели.
№ 51, 52 — МАЗ-103Т, уникальные для города. Списаны в апреле и августе 2013 года соответственно.

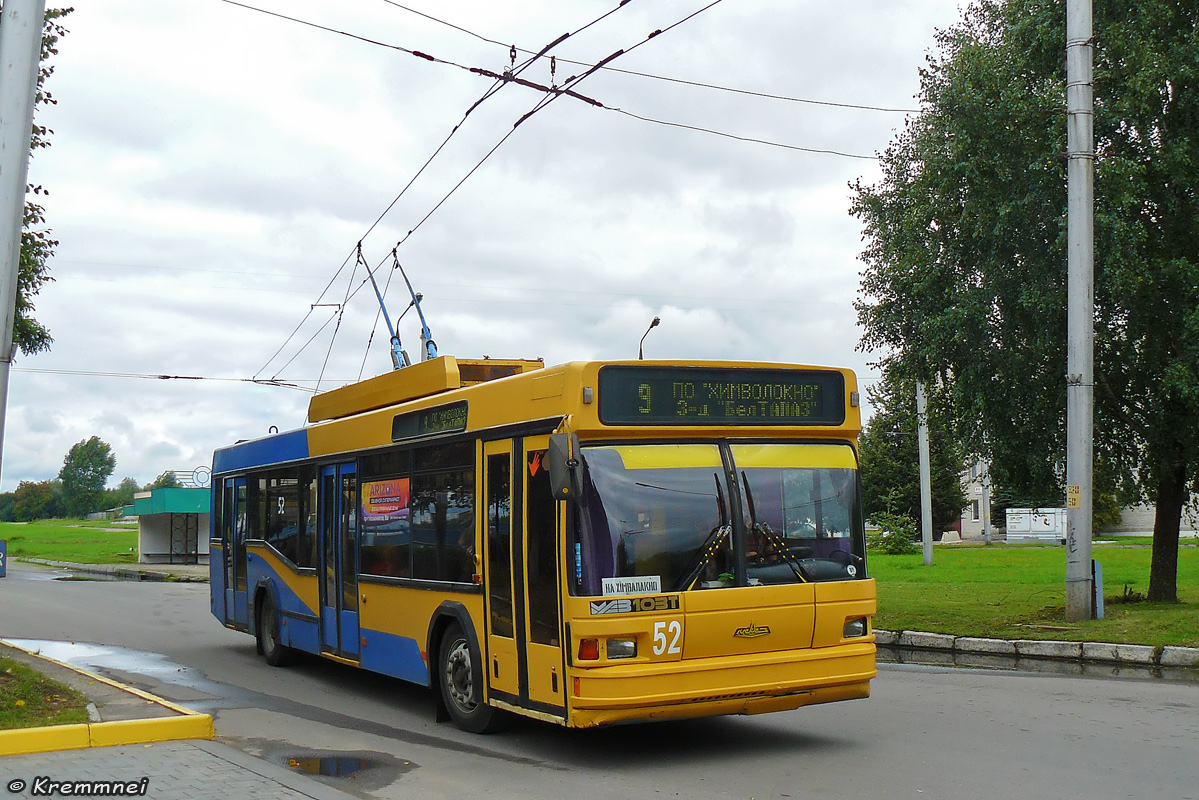
МАЗ-103Т в Гродно

№ 56 — АКСМ-201А7, один из двух видоизмененных троллейбусов этой модели — с иными дверьми и вклеенными стеклами. Списан в январе 2016 года, двери были переставлены на троллейбусы № 80 и 135.
№ 66, 68, 69, 70, 215, 218 — единственные эксплуатировавшиеся в Белоруссии ЗиУ-682Г-016 (модификаций .02 и (017)). Списаны на протяжении 2013—2018 годов.
№ 211 — троллейбус-тир прошедший КВР на Элефант и К, но была оставлена только передняя дверь. За некоторую плату можно было по упражняться в меткости, действовали скидки для школьников. Для стоянки был сделан отрезок в 30 м на Советской пл. С 15 мая 2019 года не работает. Списан 4 октября 2019 года.
№ 243 — АКСМ-101М, модернизированный из ЗиУ-682Г (Г00) в 2003 году на заводе Белкоммунмаш, позже прошел повторный КВР на СП «Элефант». Утилизирован 14 марта 2014 года.

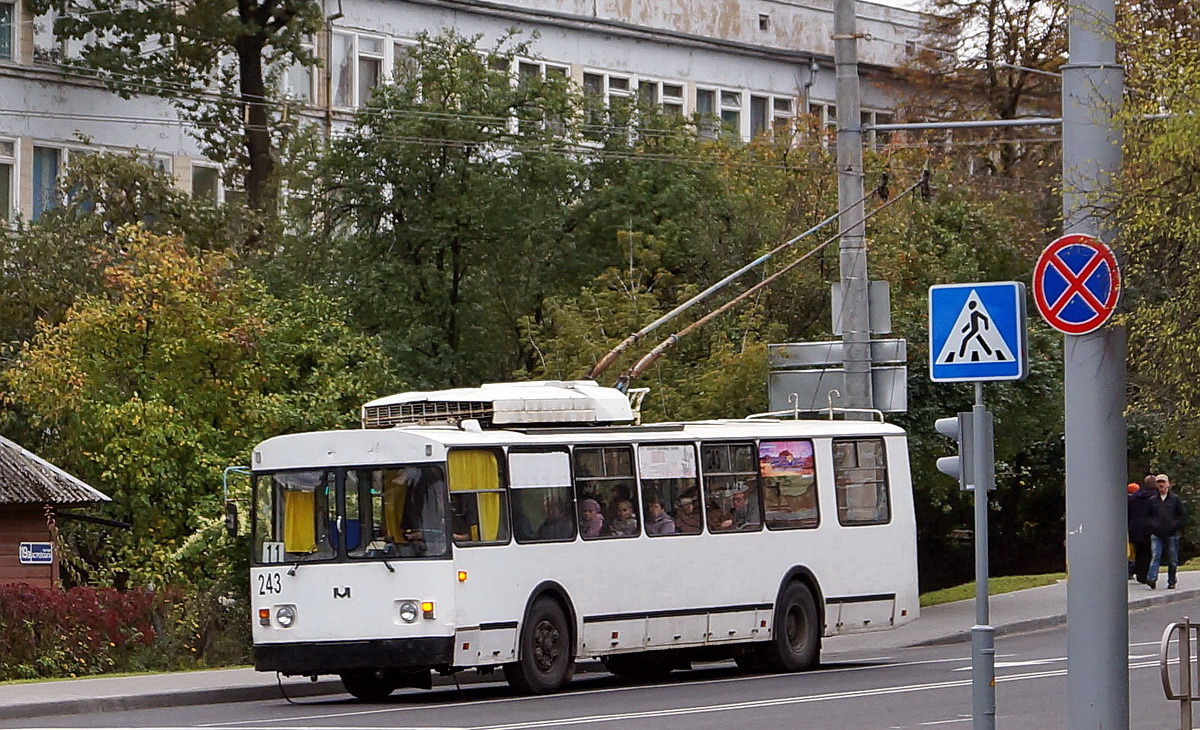
АКСМ-101М в Гродно

№ 249 — ЗиУ-683В01, один из четырёх экземпляров данной модели в Белоруссии. Троллейбус-гармошка курсировал в основном по маршрутам № 1 и 11. Поскольку его эксплуатация была технически затруднена в связи с особенностями депо, в 2004 году троллейбус прошел модернизацию и был переделан в АКСМ-101М. Прицеп был убран и с тех пор использовался под небольшой склад на территории депо. После ремонта и обрезки троллейбус проездил ещё несколько лет, работая уже на маршруте № 9. Списан в июне 2011 года.

## Современное состояние

### Маршрутная сеть
Сегодня троллейбус охватывает большинство районов города и является, наряду с автобусом, основным видом общественного транспорта Гродно. На протяжении всей своей истории троллейбусная система активно развивалась одновременно с застройкой города, что позволяло маршрутной сети расти и оставаться актуальной.
В 2010-х годах развитие троллейбуса замедлилось, и система начала заметно отставать от современных городских потребностей. Существующая сеть по-прежнему покрывала значительную часть пассажиропотоков, сформировавшихся в городе ранее, но в новых крупных жилых массивах троллейбус не появлялся, что отрицательно влияло на его популярность.
В последнее время эта проблема постепенно решается с закупкой моделей, оснащенных автономным ходом и пуском их в молодые районы (Вишневец, Ольшанка, Колбасино, Грандичи).
Ежедневно на маршруты выходит 87 троллейбусов.

### Организация движения
Управление производится посредством GPS-навигации. Маршруты работают по расписанию, подробные поминутные графики размещены на каждом остановочном пункте и доступны онлайн на сайте ГТУ. В случае кратковременных предвиденных изменений в движении составляется временное расписание. Информирование об изменениях маршрутной сети осуществляется через СМИ и путем размещения информационных листовок на остановках.
Все троллейбусы оборудованы звуковыми автоинформаторами, более современные также электронными табло, информационное наполнение которых оперативно изменяется по необходимости.
Проезд оплачивается одноразовыми талонами и долгосрочными проездными. Талоны необходимо компостировать. Приобрести билеты можно у водителя с наценкой 5 коп., а также в специализированных киосках. Кроме того, есть возможность приобрести электронные билеты в мобильных приложениях Оплати и Беларусбанк. Стоимость проезда регулярно повышается, но, по мнению транспортников, пассажиры по-прежнему оплачивают лишь 83,1 % от его себестоимости. Штраф за безбилетный проезд — 0,5 базовой величины, или 20 руб.
Выделенные полосы появились в 2022 году на участках около Стеклозавода и Госавтоинспекции.
В 2023 году около КП «Гродно Азот» заработал «бело-лунный светофор».

### Популярность
По официальным данным, пассажиропоток гродненского троллейбуса сократился в 2 раза за 15 лет.
| Перевезено пассажиров за год, млн                                                               |
| Графики недоступны из-за технических проблем. См. информацию на Фабрикаторе и на mediawiki.org. |

### Подвижной состав
По состоянию на апрель 2023 года в городе эксплуатируется 130 троллейбусов, 1 из них не является линейными (№ 33 «кафе „Сустрэча“»). Стандартная оранжево-синяя схема окраски постепенно пропадает.
Количество троллейбусов в последние годы снижается. 
| Количество единиц подвижного состава по годам                                                   |
| Графики недоступны из-за технических проблем. См. информацию на Фабрикаторе и на mediawiki.org. |

Средний возраст подвижного состава по состоянию на май 2019 года — 10,7 лет.

### Модели подвижного состава
В городе эксплуатируются троллейбусы различных моделей, основные троллейбусы выпущены на заводе Белкоммунмаш. Также есть несколько троллейбусов производства МАЗ и 1 троллейбус производства ЗиУ или ТролЗа.
В городе эксплуатируются 27 троллейбусов АКСМ-20101, 11 троллейбусов АКСМ-32102, 51 троллейбус АКСМ-321, 8 троллейбусов АКСМ-32100D, 1 троллейбус АКСМ-32100С, 10 троллейбусов МАЗ-203Т21, 1 троллейбус ЗиУ-682В-012 (В0А), 1 троллейбус БКМ-203Т, 7 троллейбусов МАЗ-203Т20,
6 троллейбусов МАЗ-203Т70 
- ЗиУ-5Г (1974—1977);
- ЗиУ-682Б (1974—1990);
- ЗиУ-682В и его модификации (с 1977)
- ЗиУ-682Г (1991—2019) (последний троллейбус данной модели под № 211, был списан осенью 2019 года);
- ЗиУ-683В01 (1993—2005) (единственный сочленённый троллейбус в городе работал на загруженных маршрутов 1,11 в 2005 году прошёл КВР после чего он стал обычным ЗиУ-682);
- ЗиУ-682Г-012 (Г0А) (2008—2011);
- ЗиУ-682Г-016.02 (2005—2018) (единственные в стране троллейбусы данной модели поставлены в виде партии 4 штук, последний № 68 был списан в апреле 2018 года);
- ЗиУ-682Г-016 (017) (2005—2018) (единственный троллейбус данной модели в Гродно был поставлен 7 ноября 2005 года. Получил номер № 67. Был списан в октябре 2018 года);
- ЗиУ-АКСМ (АКСМ-100) (1994—2010);
- АКСМ-101 (1994—2011);
- АКСМ-101А (1997—2011);
- АКСМ-101ПС (1998—2012);
- АКСМ-101М (1999—2014) (последний троллейбус под № 243 был списан в апреле 2014 года, но перестал работать он в декабре 2013 года);
- АКСМ-20100 (1996—2020) (модель популярной не стала, последние 2 троллейбуса № 07 и 36 были списаны в начале 2020 года);
- АКСМ-20101 (с 1998) (основная модель города, закупалась с 1998 года, последний был поставлен в феврале 2011 года);
- АКСМ-201А7 (2004—2015);
- АКСМ-32102 (с 1999);
- АКСМ-321 (с 2008);
- БКМ-203Т (с 2008);
- АКСМ-32100С (с 2010);
- АКСМ-32100D (с 2016);
- МАЗ-203Т20 (с 2023);
- МАЗ-203Т21 (с 2019);
- МАЗ-203Т70 (с 2023).

#### АКСМ-20101

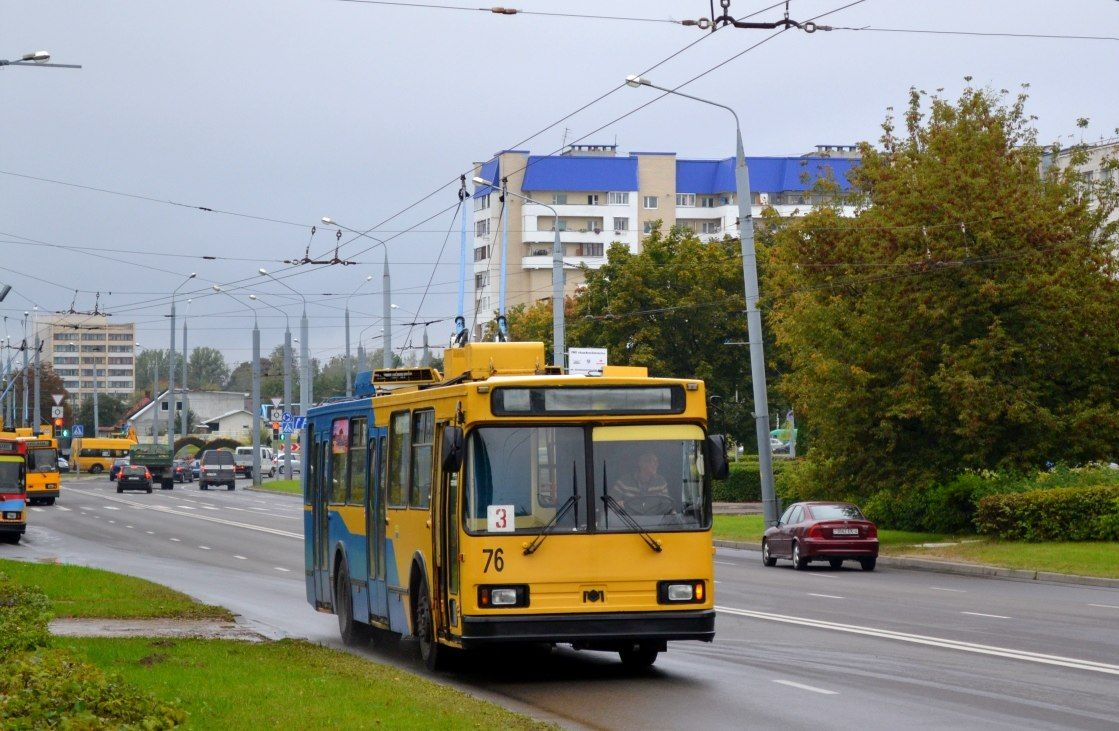
АКСМ-20101 в Гродно

Второй по численностью моделью гродненского троллейбусного парка является АКСМ 20101 — в 2024 году их насчитывалось 27 единиц, или 30% от общего числа подвижного состава. Город лидирует по количеству троллейбусов этой модели, эксплуатируя 54% от всех существующих в мире АКСМ 20101. Гродно был последним городом, который активно закупал модель 20101 вплоть до прекращения её производства в 2011 году. Сюда и отправился её последний экземпляр с заводским номером 372, который получил бортовой № 27.
28 троллейбусов со сроком службы более 10 лет прошли КВР на предприятии СП «Элефант и К».  В 2020 году произошло массовое отстранение, с последующим списанием. Последний экземпляр под бортовым номером 65, утилизирован в феврале 2022 года
Средний возраст троллейбусов АКСМ 20101 по состоянию на апрель 2023 года — 14,6 лет.

#### АКСМ-321

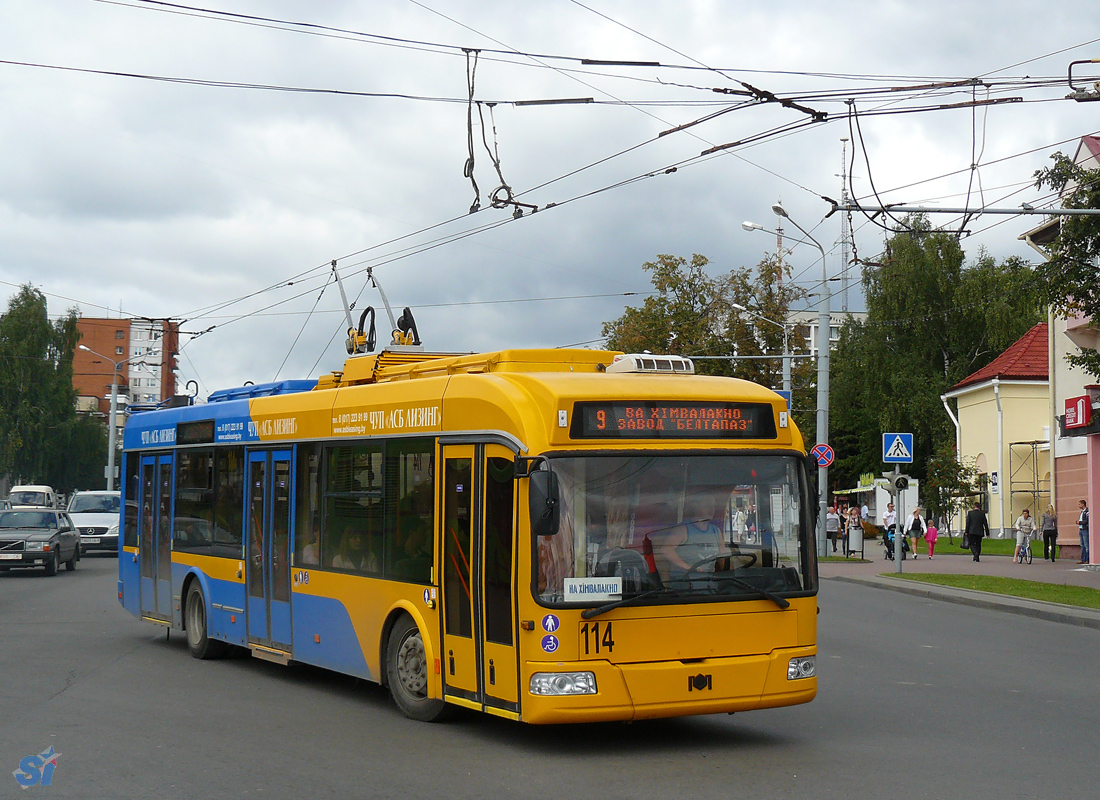
АКСМ-321 в Гродно

Первым по распространенности в городе моделью является АКСМ 321. Первый её экземпляр в Гродно пришёл в 2010 году: тогда троллейбусное управление списало большинство ЗиУ-682 и АКСМ 101, а новые машины должны были заменить их на городских маршрутах. В 2010—2011 годах было закуплено 40 экземпляров, все из них исправно работают по сей день. К 40-летию с открытия троллейбусной системы ГТУ приобрело ещё 2 новых АКСМ 321. Новые машины получили № 19 и 38 и отправились на маршруты № 10 и 14 соответственно. Последний троллейбус данной модели модификации Сябар № 39 прибыл в январе 2015 года. В июне 2022 года пришли 8 АКСМ 321 модификации рестайлинг 3-го поколения.
Средний возраст троллейбусов АКСМ 321 по состоянию на апрель 2023 года составляет 10,5 лет.

#### АКСМ-32102

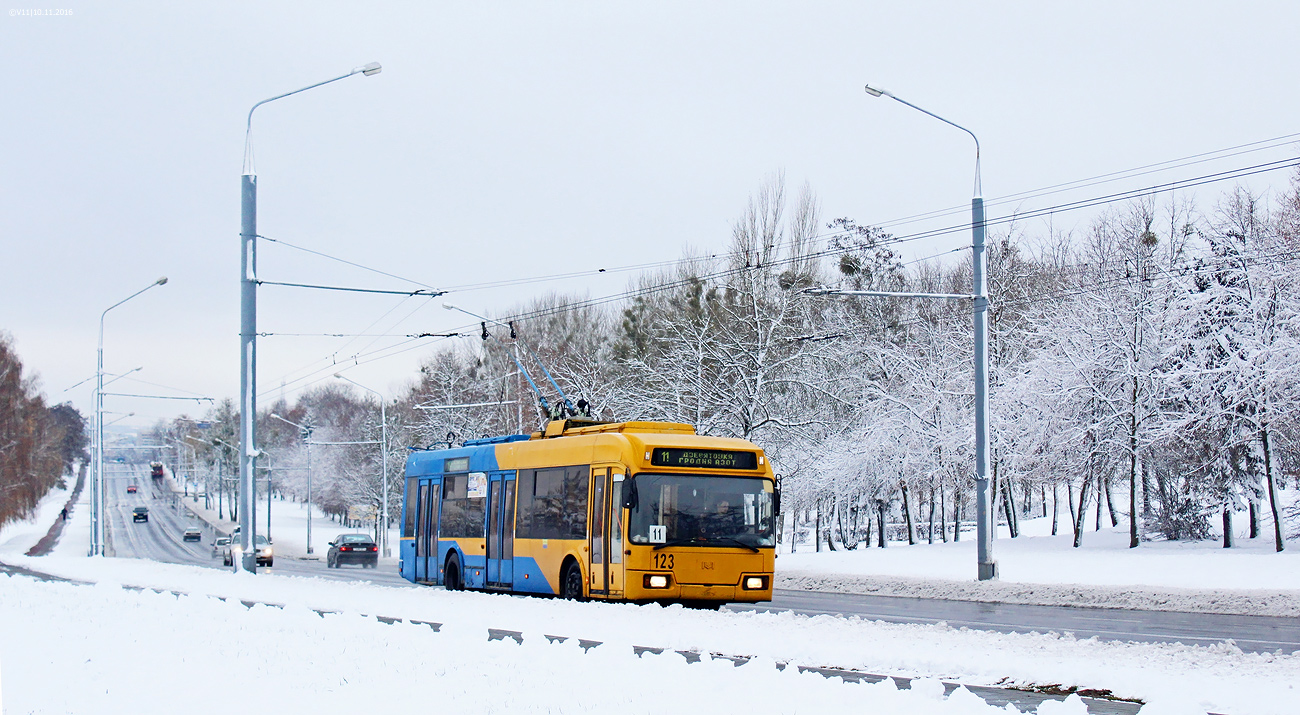
АКСМ-32102 в Гродно

В 2018 году в Гродно эксплуатировалось 11 троллейбусов модели АКСМ 32102. 9 из них поступили в 2008 году, 2 — в марте 2009. Ранее в городе работал ещё один экземпляр, построенный в 1999 году и имевший заводской номер 1. Сохранить данный экземпляр неудалось , из-за дорогостоящего ремонта и утраченных данных для восстановления. В сентябре 2013 он был отстранён от эксплуатации, а затем списан.
Средний возраст троллейбусов АКСМ 32102 по состоянию на апрель 2023 года составляет 14,8 лет.

#### МАЗ-203Т21
Имеет в наличии автономный ход на аккумуляторах. Продолжение модели МАЗ203Т70, с вынесенным электрооборудованием на крышу. Закупался только для Гродно. Способен проехать без токоприёмников 17 км. Процесс подключения и отключения к сети осуществляется автоматически. В салоне имеются USB-разъёмы для зарядки гаджетов. В Гродно приехали 5 таких троллейбусов, они получили бортовые номера 165—169. Они были закреплены за маршрутами № 21 и 22, которые соединяли Ольшанку с Азотом и просп. Космонавтов соответственно, однако могли использоваться и на других. В январе 2020 года приехали ещё 5 таких же троллейбусов, которые получили бортовые номера 170—174. Они были закреплены за маршрутом № 23, на тот момент «Гродножилстрой — Девятовка-5». 16 июля маршрут № 23 был продлён до Ольшанки. В связи с этим на маршруты № 21 и 22 стали выпускать всего 2 троллейбуса, а на маршрут № 23 — 7, когда до этого лишь 5.

#### АКСМ-32100D
Отличие троллейбусов модели АКСМ-32100D от остального «семейства» АКСМ-321 — в наличии автономного хода на аккумуляторах. Гродненские экземпляры были оборудованы накопителями энергии «DriveElectro» и аккумуляторами «Toshiba» и способны проехать без подключения к контактной сети до 15 км. Процесс подключения к сети и отключения от неё осуществляется автоматически. Все троллейбусы этой модели в Гродно были построены в конце 2016 года и эксплуатируются на маршруте № 20, 13 км которого не имеют троллейбусной инфраструктуры. Их машины преодолевают в режиме электробуса. Каждый день на линию выходит 4 таких троллейбуса.
Гродно — второй в Беларуси город, эксплуатирующий данную модель, первым стал Гомель, куда в 2016 году был поставлен один экземпляр (№ 1851). При этом маршрут троллейбуса с участками без контактной сети в Гродно был запущен раньше. В отличие от АКСМ-32100А с дизель-генератором, работающих в Бресте, АКСМ-32100D экологичны и производят значительно меньше шума.
В мае 2017 года председатель Гродненского горисполкома Мечислав Гой сообщил о планах городской администрации запустить троллейбусы с автономным ходом в Ольшанку после сдачи ул. Гродненской в сентябре 2017 года. Желание властей увеличивать количество бесконтактных троллейбусов обусловлено в первую очередь отсутствием затрат на инфраструктуру, поскольку не требуется прокладывать контактную сеть и строить дорогостоящие подстанции.
В декабре 2021 года прибыли 3 троллейбуса данной модели (2-й рестайлинг) получившие бортовые номера № 175, 176 и 177 и вышли на новый маршрут № 24.

#### ЗиУ-682В0А

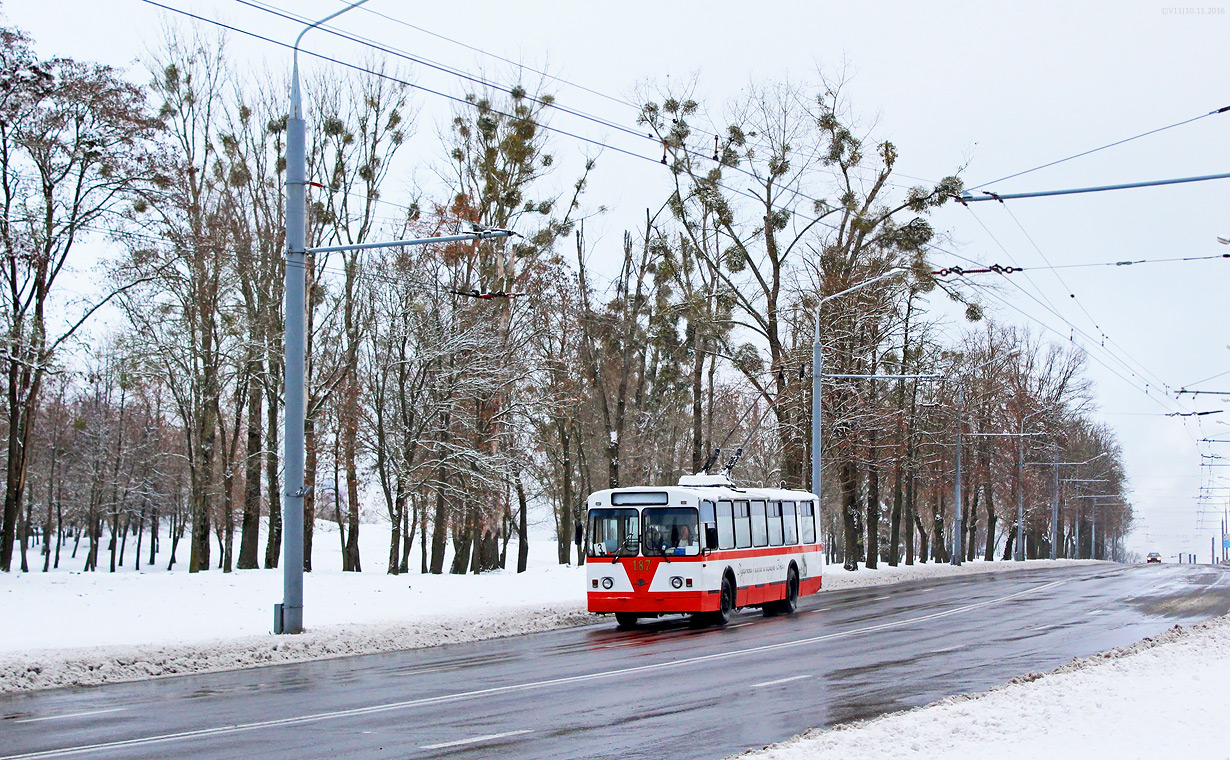
ЗиУ-682В-012 в Гродно

Единственный действующий экземпляр с номером 187 — «Ретро-троллейбус», окрашенный в стиле первых троллейбусов города. Верхняя часть окон оклеена старыми фотографиями города и его троллейбусной сети. В салоне размещен плакат, на котором изображены все проездные документы Гродно. На борт нанесена надпись «Падарожжа ў мінулае па маршруце „Рэтра“» (с бел. — «Путешествие в прошлое по маршруту „Ретро“»). Снаружи на задней части троллейбуса размещена информация о его модели и годе постройки. Последний указан с ошибкой: 1990, а не 1989, как на самом деле. Стал «ретро-троллейбусом» после КВР в марте 2013 года. На данный момент является старейшим троллейбусом Гродно (30 лет). Также последний линейный ЗиУ-682 в Гродно. В апреле 2020 года перестал выходить на маршруты. 
В 2023 году троллейбус прошёл кузовной ремонт, в результате которого троллейбус был перекрашен в бело-оранжевую окраску и начал работать 16 ноября 2023 года.

#### МАЗ-203Т20
4 троллейбуса данной модели поступили в Гродно в конце января 2023 года и получили бортовые номера 51, 52, 56, 57. Данные троллейбусы не предназначены для участков без контактной сети и имеют лишь 2 км аварийного автономного хода. В начале мая 2024 года прибыло ещё 3 троллейбуса и получили бортовой номера 32, 34, 35.

#### МАЗ-203Т70
Низкопольные троллейбусы, схожие по характеристикам с ранее работающими МАЗ-203Т21 поступили на предприятие в апреле 2023 года и получили бортовые номера 178-184. Были закреплены за 20 и 25 маршрутами, заменив на первом более старые АКСМ-32100D (БКМ в своём большинстве переведены на разрывные графики на 24/25 маршрутах).

#### Уникальные троллейбусы
№ 02 — БКМ-203Т, положивший начало выпуску троллейбусов марки МАЗ-ЭТОН-Т203. Произведен совместными усилиями ОАО «МАЗ» и ОАО «Белкоммунмаш». Был выпущен в кузове автобуса МАЗ-203 (машинокомплект МАЗ203Т1М) с отсеком для двигателя в салоне. Оснащен системой кондиционирования салона.

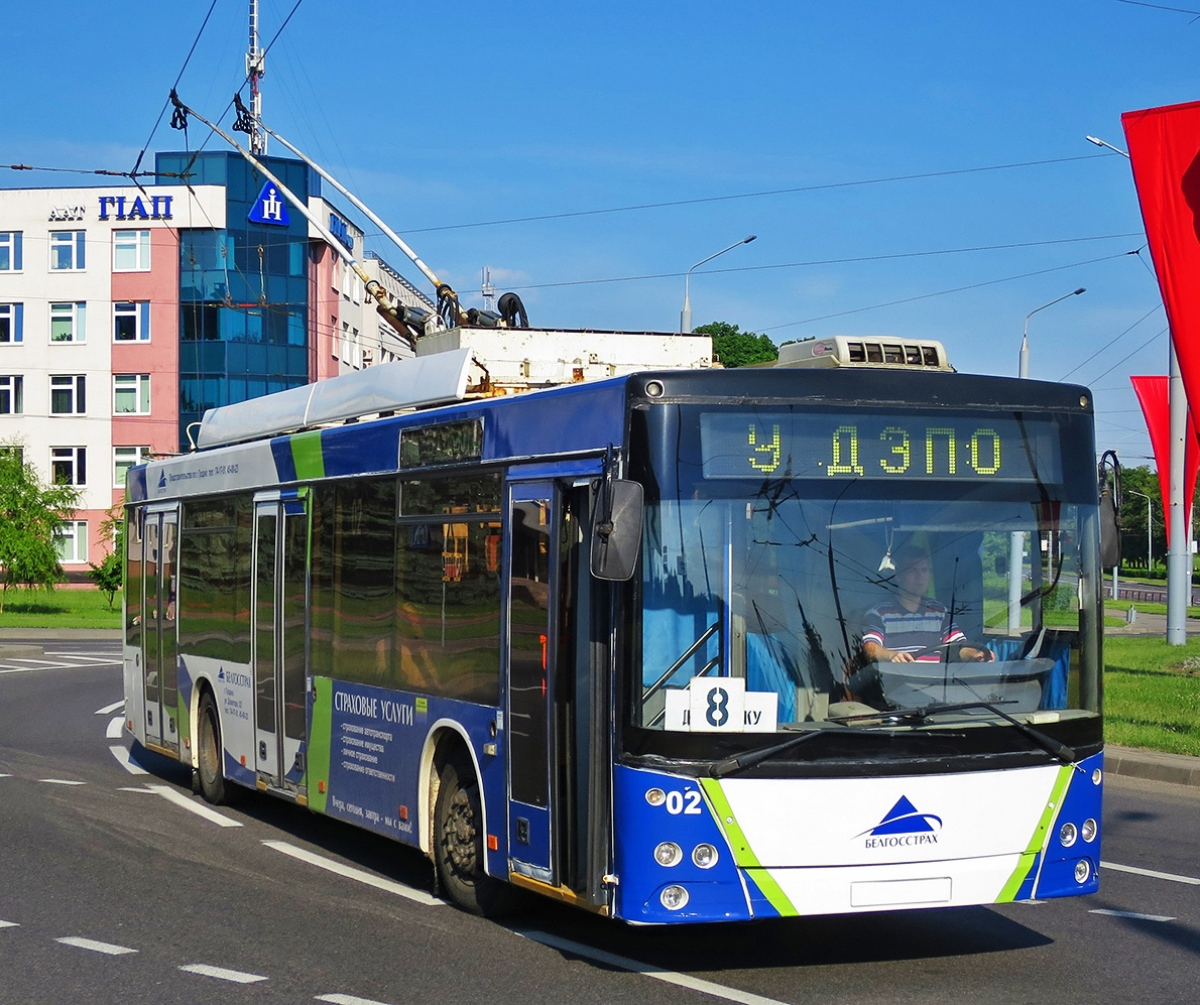
БКМ-203Т в Гродно

№ 27 — последний выпущенный АКСМ 20101, заводской номер 372.

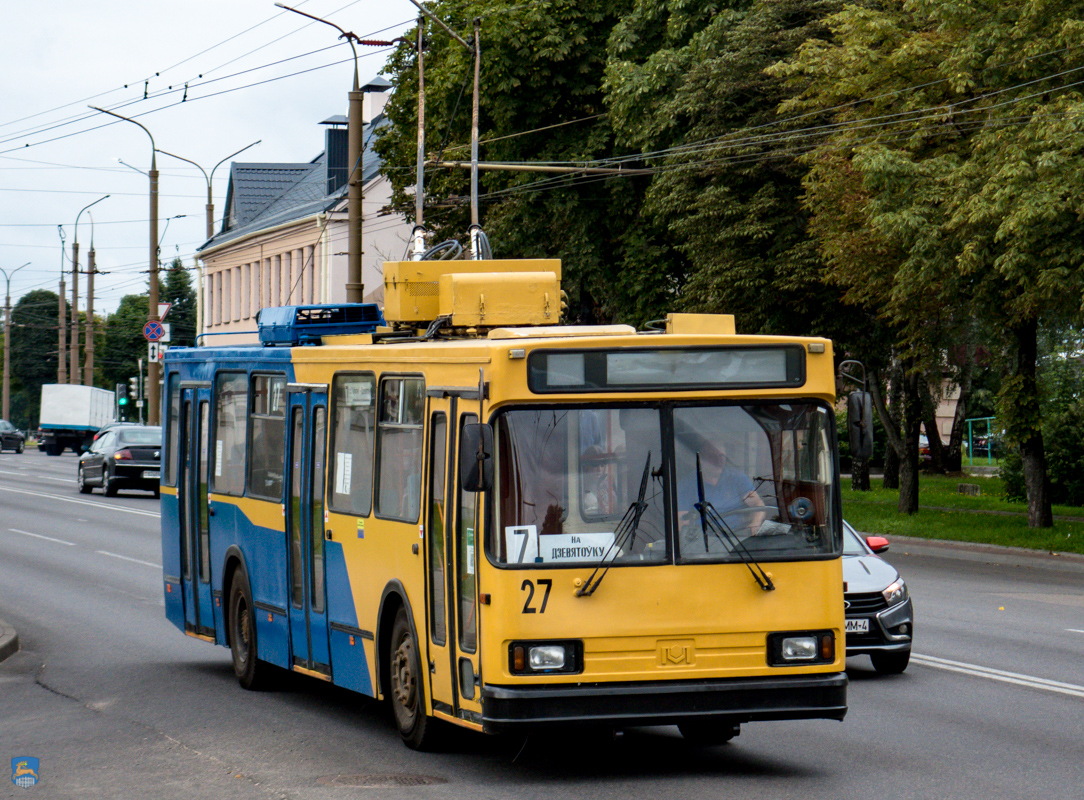
Последний выпущенный АКСМ-20101

№ 33 — мини-кафе «Сустрэча» (с бел. — «Встреча») (до 2018 — «Свадебный»), троллейбус модели АКСМ-20101. Оснащён столиками и буфетом, который обслуживается водителем. Стены салона имеют художественное оформление. Используется на городских праздниках, иногда бывает припаркован на остановке Советская площадь. Ранее сдавался напрокат желающим, первыми такой услугой воспользовались молодожёны. Украшенный свадебной мишурой троллейбус 6 часов катал новобрачных и их гостей по улицам древнего города. Также это самый старый троллейбус АКСМ-20101 в Гродно, он 1998 года выпуска.

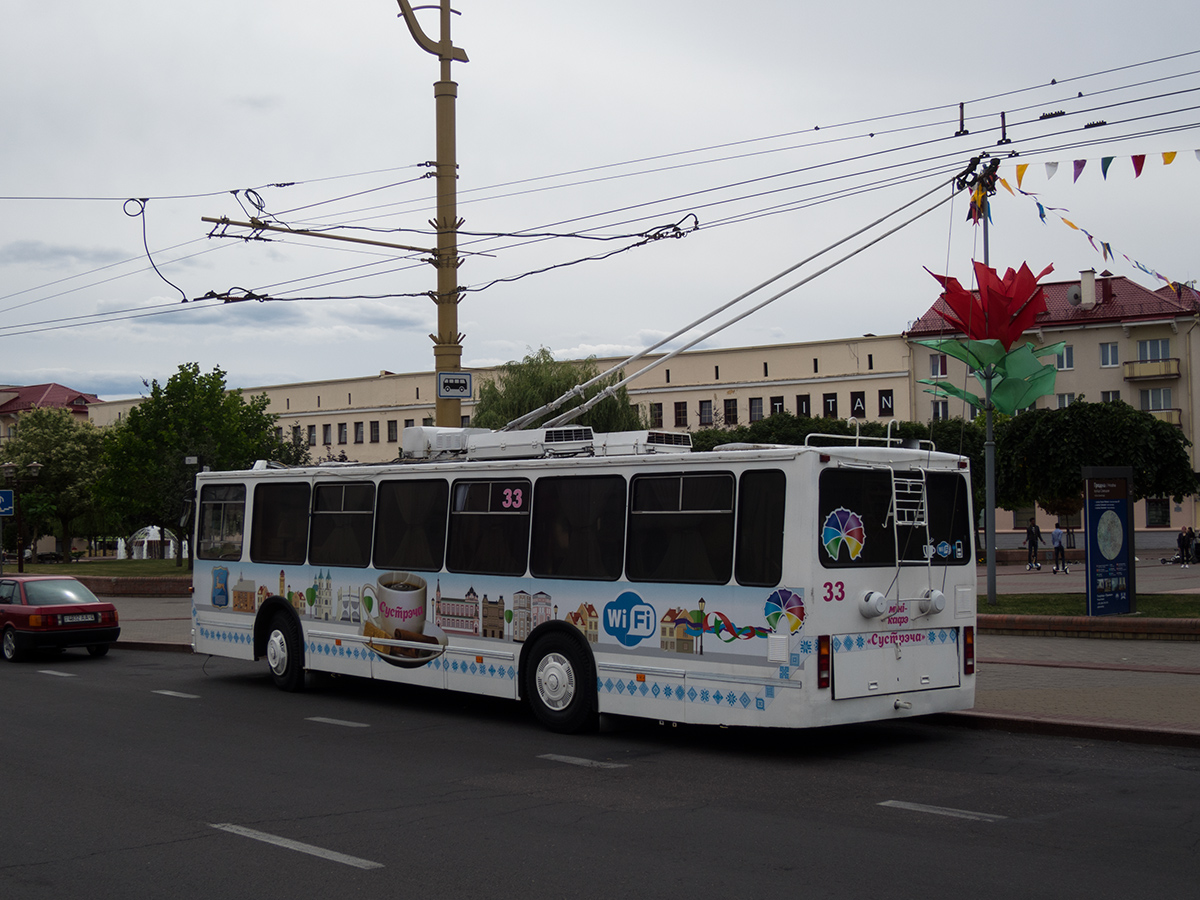
Троллейбус-Мини-Кафе в Гродно

№ 187 — ретро-троллейбус модели ЗиУ-682В-012 (В0А). Перестал выходить на маршруты в апреле 2020 года, вернулся после полной переварки кузова 16 ноября 2023 года. Также это последний линейный троллейбус модели ЗиУ-682 в Беларуси, остальные уже списаны в 2004—2020 годах.

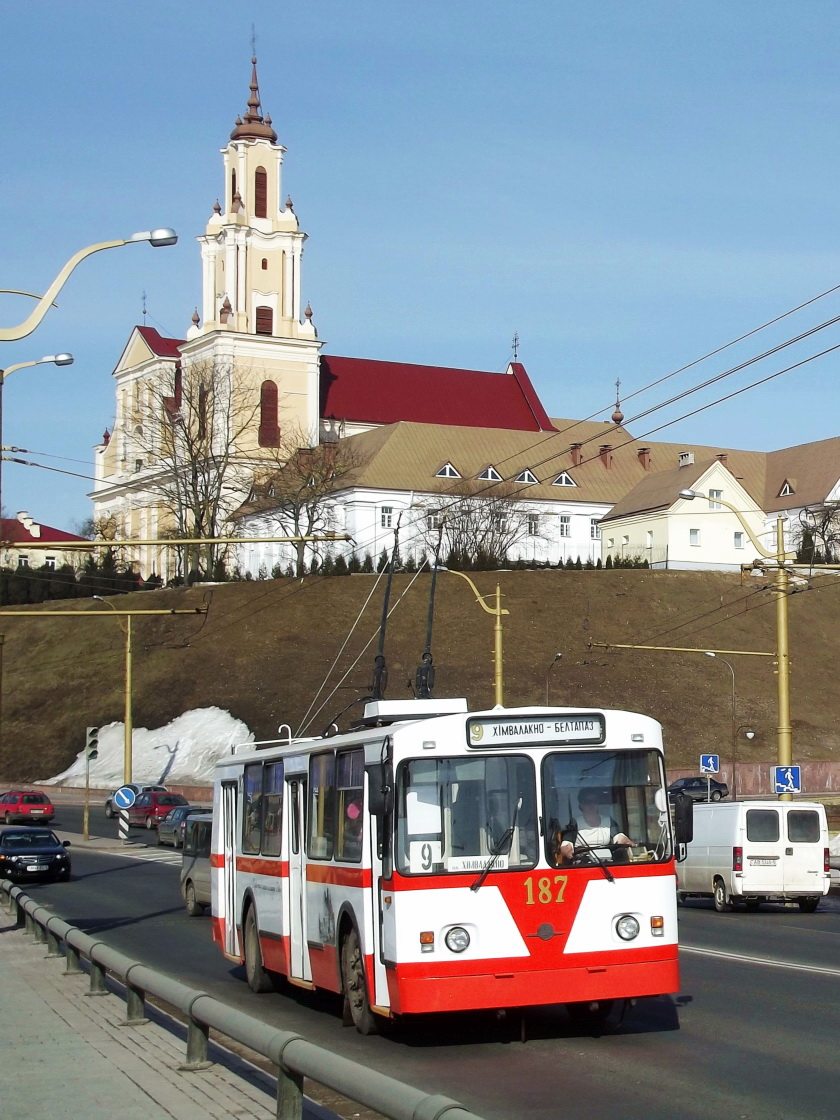
Ретро-троллейбус в Гродно

## Перспективы

### Выполненные планы
- пущены троллейбусы в микрорайон Колбасино (смонтирована контактная сеть от автомобильного кольца на Суворова до мкрн-на Колбасино, тем самым стал возможен запуск маршрутов № 7 и 14, также смонтирована сеть от завода Химволокно до автомобильного кольца на Суворова, благодаря чему маршрут № 5 «Гродно Азот — Химволокно» продлён до Колбасино. Также маршрут № 23 продлён до улицы Одельской)[38];
- в мкр-н Грандичи запущен маршрут № 23[38].
- Появился троллейбусный маршрут около Зоопарка и железнодорожного вокзала (№ 22).
- По ул.Курчатова был пущен троллейбусный маршрут на автономном ходу. Ранее предлагалось проложить там контактную сеть.
- В 2020 году стала доступна бесконтактная оплата в троллейбусах Гродно (с помощью QR-кода)[39]. Ещё в 2009 году заявлялось о намерениях внедрить в городе безналичную систему оплаты проезда, но никаких реальных движений в этом направлении сделано не было[40][41].

### Озвученные планы
- Генпланом города предусмотрено строительство в 2025—2030 годах второго троллейбусного депо на просп. Лебедева[42][43].
- В планах запуск троллейбусного маршрута в мкр-н на ул. Лидской, путём увеличения мощности подстанции на просп. Румлёвском.
- Был предложен проект на реализацию по проектированию троллейбусного маршрута по внутригородской кольцевой магистрали.
- Был озвучен проект пуска троллейбусов по строящейся второй Гродненской кольцевой автомобильной дороге.

### Невыполненные планы
- Планировалось построить линию от «Гродно Азота» к цеху «Карбамид-4», продлив на новую конечную все маршруты данного направления. Линию начали строить примерно в 1980—1990-е года. Были установлены опоры контактной сети, на месте будущей конечной построили диспетчерскую станцию. Несколько позже строительство, впрочем, было законсервировано из-за недостатка средств[44].
- Генпланом предусматривалось строительство троллейбусной линии по ул. Белые Росы, ожидалось, что это произойдет в 2013—2015 годах. Однако позже заместитель начальника троллейбусного депо Юрий Нерод заявил, что ширины улицы недостаточно для запуска по ней троллейбуса[45][46][47].
- Планировалось провести линию до Южного рынка и пустить по ней примерно 5 маршрутов[46][48]. Однако от проекта было решено отказаться из-за его нерентабельности.
- Озвучивались планы построить линию до областной больницы в Пышках[46]. Проект был не реализован по причине узости дороги и большого количества окружающих её деревьев.
- Общее количество подвижного состава за счёт развития сети должно было вырасти до 185[47], но по факту с 2011 года оно неуклонно снижается. По состоянию на май 2019 года в депо числится 130 троллейбусов.➤
- Долгое время говорилось о перегруженности троллейбусного депо и необходимости постройки второго. В 2012 году ожидалось начало строительства нового депо в мкр-не Вишневец[46][47][49]. Этого не произошло, и несколько позже для строительства была выбрана другая площадка, на территории ГАП № 1 по ул. Суворова[50]. В итоге возведение депо так и не было начато, а через несколько лет новый председатель горисполкома Мечислав Гой заявил, что во втором троллейбусном депо город не нуждается[51].